# Miegakure
《Miegakure》是預定要推出的独立平台游戏，玩家可以藉由探索4维空间，解决花园环境中的各種高維度謎題。受埃德温·阿伯特·阿伯特所创作的中篇经典科幻小说《平面國》启发，《Miegakure》的玩法与普通三维的平台游戏非常相似，不過按下按鍵就會切換到對應的四維空間，讓玩家能夠進行四維移動，探索全新的維度，就像一個二維生物探索第三維度一樣，親自在四維空間中以反覆試誤的方式體驗第一手资料。
由於網路漫畫「xkcd」將《Miegakure》與艾勃特的小說《平面國》進行對照，因此《Miegakure》在2010年3月得到推廣，而實際上《Miegakure》也曾受到該書強烈的啟發。

## 游戏玩法
游戏玩法與设置在三维空间的常规平台游戏一样，但是只要触摸一下按钮，玩家就可以与第四维交换其中一个维度。这使玩家可以「穿过」、「透視」墙壁，以及做出其他在三维空间中不可能完成的事情。

## 发展历程
这款游戏于2009年開始開發。早期测试在PAX游戏展進行。2014年12月4日，在PlayStation 體驗活動之前，该游戏已透過PlayStation Blog宣布將在PlayStation 4上发布。关于游戏的发布，Marc ten Bosch 也在部落格文章中指出：
《Miegakure》仍尚未完成，但我们希望游戏在明年发布。
2014年12月5日至6日於拉斯维加斯參與PlayStation体验活动的玩家，搶先體驗了該遊戲。2017年，Marc Ten Bosch在iOS和Steam VR发布了一款使用《Miegakure》的游戏机制制作的游戏《4D Toys》。
该游戏将以可下载的形式发布，适用于PlayStation 4和Windows / Mac / Linux。目前尚無公開發布的演示。该游戏仍在开发中，雖然作者持續在专门的开发博客中撰寫關於游戏的更新內容，但未宣布发布日期。

## 获奖情况
Miegakure在2010年的IndieCade（国际独立游戏节）上获得了「最佳驚奇獎」。